# Le Monde magique de Winnie l'ourson

Le Monde magique de Winnie l'ourson (Growing Up with Winnie the Pooh aux États-Unis ou Magical World of Winnie the Pooh en Grande-Bretagne) est une série-compilation d'épisodes de la série télévisée d'animation américaine Les Nouvelles Aventures de Winnie l'ourson (1988-91), produite par Walt Disney Television et sortie en DVD en 2004-05.
Deux épisodes de la même série étaient déjà sortis en DVD sous le titre Winnie l'ourson : Hou ! Bouh ! Et re-bouh ! (1996).	

## Liste des volumes
- Volume 1 : Un pour tous, tous pour un
- Volume 2 : Le sens des petites choses
- Volume 3 : Jouer avec Winnie
- Volume 4 : Un jour de découverte
- Volume 5 : Amis pour toujours
- Volume 6 : Amour et amitié
- Volume 7 : Partager avec Winnie l'Ourson
- Volume 8 : Grandir avec Winnie l'Ourson

Il y a 4 épisodes par volumes.